# Allium exile
Allium exile là một loài thực vật có hoa trong họ Amaryllidaceae. Loài này được Boiss. & Orph. mô tả khoa học đầu tiên năm 1859.